# Cratere Darzamat
Darzamat  è un cratere sulla superficie di Cerere.